# Абравітова Любов Олександрівна
Любов Олександрівна Абравітова (нар. 5 листопада 1980, Бендери) — український дипломат. Надзвичайний і Повноважний Посол України в Південно-Африканській Республіці (2020—2025), Республіці Ботсвана (2021—2024) та Республіці Мозамбік (2021—2025).

## Життєпис
Народилася 5 листопада 1980 року у місті Бендери, Молдова. У 2002 році закінчила Одеський національний університет імені І.Мечникова, Інститут соціальних наук, спеціальність: міжнародні відносини. У 2015 році Женевський університет (Швейцарія), магістр з питань міжнародної безпеки. Володіє українською, російською, англійською та французькою мовами.
У 2003—2004 рр. — співробітниця Представництва МЗС України в Одесі.
У 2004—2007 рр. — завідувачка канцелярії, помічник Посла Посольства України в Канаді.
У 2007—2009 рр. — працювала в прес-службі Міністерства закордонних справ України
У 2009—2013 рр. — віце-консул Посольства України в Королівстві Бельгія.
У 2013—2016 рр. — перший секретар відділу країн Африки Департаменту країн Близького Сходу та Африки Міністерства закордонних справ України.
У січні–липні 2017 року — Радник Посольства України в Південно-Африканській Республіці.
З липня 2017 по 14 квітня 2020 року — Тимчасовий повірений у справах України в Південно-Африканській Республіці.
З 14 квітня 2020 року) до 21 липня 2025 року Надзвичайний і Повноважний Посол України в ПАР.
З 17 червня 2021 року — Надзвичайний і Повноважний Посол України в Республіці Ботсвана за сумісництвом. 19 серпня 2024 року була звільнена з Надзвичайного і Повноважного Посла України в Республіці Ботсвана за сумісництвом.
З 17 червня 2021 року — Надзвичайний і Повноважний Посол України в Республіці Мозамбік за сумісництвом. 8 січня 2025 року була звільнена з Надзвичайного і Повноважного Посла України в Республіці Мозамбік за сумісництвом.

## Дипломатичний ранг
- Надзвичайний і Повноважний Посланник другого класу (2021)[10]